# معهد البحوث والدراسات العربية
معهد البحوث والدراسات العربية معهد علمي بحثي مقرُّه القاهرة، أنشئ بقرار من مجلس جامعة الدول العربية في 23 سبتمبر 1952. 

## تاريخه
بدأ العمل في المعهد فعليًا في 1 نوفمبر 1953. بقيام المنظمة العربية للتربية والثقافة والعلوم عام 1970؛ كإحدى المنظمات المتخصصة في نطاق جامعة الدول العربية، نُقلت تبعية المعهد للمنظمة، مع غيره من الأجهزة الثقافية بالجامعة، بناءً على قرار من الأمين العام للجامعة بتاريخ 10 سبتمبر 1970. وقُبلت عضوية المعهد في اتحاد الجامعات العربية اعتبارًا من 1994.

## أقسامه
يضمُّ المعهد مجموعة من التخصُّصات في أقسامه العلمية العشرة وهي:
1. قسم البحوث والدراسات الجغرافية.
2. قسم البحوث والدراسات التاريخية.
3. قسم البحوث والدراسات القانونية.
4. قسم البحوث والدراسات الاقتصادية.
5. قسم البحوث والدراسات الأدبية.
6. قسم البحوث والدراسات الإعلامية.
7. قسم البحوث والدراسات السياسية.
8. قسم البحوث والدراسات الاجتماعية.
9. قسم البحوث والدراسات التربوية.
10. قسم تحقيق التراث.

يقبل المعهد طلبة العلم للدراسات العليا (دبلوم، ماجستير، دكتوراه)، ومما يميِّز المعهد أن نخبة من علماء العرب هم أعضاء هيئة التدريس به.